# Торчело
Торчело (на италиански: Torcello) е малък остров в северната част на Венецианската лагуна. През Средновековието островът е гъсто населен.
Градът със същото име на острова първоначално вероятно е вилна зона на аристократите от градчето Куарто д'Алтино. През 452 г. тук те търсят спасение от нападенията на хуните, които разрушават Куарто д'Алтино. Градът забогатява от търговията с Константинопол и през X век наброява почти 10 000 жители, доста повече отколкото населението на самата Венеция по това време.
През XII век наводнение залива острова и го превръща в зловонно блато. Жителите на Торчело бягат от маларията във Венеция, а материалите от оцелелите къщи са използвани за строителството на венецианските дворци. Понастоящем на острова живеят едва няколко рибарски семейства.
От средновековния град са запазени мост и четири сгради — два скромни дворци от XIV век, в които има музейни експозиции, романска църква от XII век и катедралата Санта Мария Асунта (изградена през 864—867 г. и преустроена през 1008 г.) с великолепни византийски мозайки от XII век.